# Барни Ръбъл
Барни Ръбъл (на английски: Barney Rubble) е герой от анимационния ситком „Семейство Флинтстоун“. Барни е съпругът на Бети Ръбъл и баща на осиновения им син Бам-Бам. Неговите най-добри приятели са съседите му Фред и Уилма Флинтстоун, които имат дъщеря – Пебълс Флинтстоун.
Образът на Барни се основава на този на Ед Нортън от телевизионния сериал от 1950-те години The Honeymooners, изигран от Арт Карни. Подобно на Ралф Крамдън от сериала, Фред постоянно търси възможности за бързо забогатяване, докато Барни, подобно на Нортън, намира живота си за задоволителен, но участва в плановете на Фред, защото му е приятел. Обикновено, след като Фред спомене плана си, Барни изказа съгласието си, като се смее и казва: „Ъ-ъ-ъ-ъ-ъ-ъ… ОК, Фред!“ или „Хе хе хе ... както кажеш, Фред!“.
Интересите на Барни са боулинг, билярд, покер и голф (макар че в някои епизоди Барни не знае как да играе голф). Освен това е талантлив пианист и барабанист.